# Lasiophorus coccineomaculatus
Lasiophorus coccineomaculatus är en stekelart som beskrevs av Josef Fahringer 1941. Lasiophorus coccineomaculatus ingår i släktet Lasiophorus och familjen bracksteklar. Inga underarter finns listade i Catalogue of Life.